# Hilda Ellis Davidson
Hilda Roderick Ellis Davidson, née Hilda Roderick Ellis le 1er octobre 1914 et morte en janvier 2006, est une antiquaire, académicienne et écrivain anglaise, qui s'intéressa tout particulièrement aux paganismes germanique et celtes. Elle utilise des preuves littéraires, historiques et archéologiques pour appuyer ses théories à propos des origines des mythes et légendes en Europe du Nord. Son essai Gods and Myths of Northern Europe, paru en 1964, est considéré comme l'une des sources les plus fiables à propos de la mythologie germanique, et cette auteur est souvent citée parmi ceux qui ont le plus grandement contribué à faire avancer les études en mythologie nordique.